# Trachystola granulata
Trachystola granulata là một loài bọ cánh cứng trong họ Cerambycidae.